# Dendryphantes duodecempunctatus
Dendryphantes duodecempunctatus är en spindelart som beskrevs av Cândido Firmino de Mello-Leitão 1943. Dendryphantes duodecempunctatus ingår i släktet Dendryphantes och familjen hoppspindlar. Inga underarter finns listade i Catalogue of Life.